# 1984 (Bonanza Banzai-album)
Az 1984 a Bonanza Banzai harmadik stúdióalbuma, melyet 1991-ben adtak ki. A zenét Hauber, Kovács és Menczel közösen jegyzik, a dalszöveg Kovács Ákos szerzeménye.

## Előadók
- Hauber Zsolt: szintetizátor, effektek
- Kovács Ákos: ének, vokál, gitár, zongora
- Menczel Gábor: szintetizátor, program

## Az album dalai
|     | Cím                              | Hossz |
| --- | -------------------------------- | ----- |
| 1.  | "Szárnyas fejvadász"             | 4'01  |
| 2.  | "Tánc a vékony jégen (Tánc Il.)" | 3'35  |
| 3.  | "Like the Rain"                  | 3'16  |
| 4.  | "Provokatőr"                     | 4'09  |
| 5.  | "Az érinthetetlenek"             | 3'57  |
| 6.  | "Néma film"                      | 0'48  |
| 7.  | "1984"                           | 3'56  |
| 8.  | "Támadás"                        | 3'17  |
| 9.  | "Right"                          | 3'53  |
| 10. | "Nem érdekel"                    | 3'58  |
| 11. | "Az utolsó pillanat"             | 2'32  |
| 12. | "Techno Forever"                 | 2'09  |